# Entrevista clínica

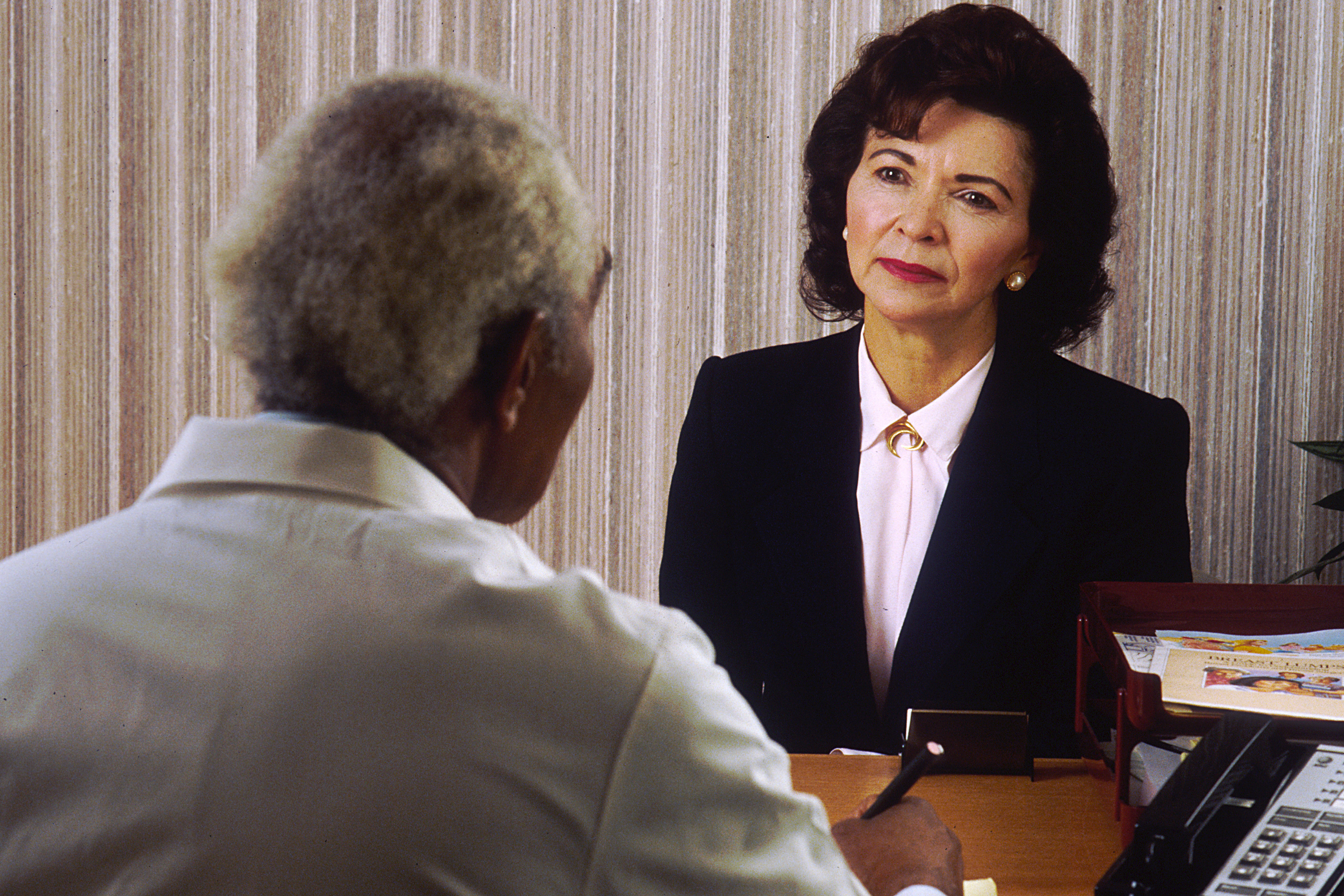
La entrevista clínica se basa en la comunicación entre el médico y el paciente.

La entrevista clínica es el proceso de comunicación que se produce entre médico y paciente, dentro del desarrollo de su profesión. 
La comunicación es la interrelación que se produce entre al menos dos personas que intercambian mensajes y consiguen hacerse conscientes recíprocamente de sus sentimientos e ideas, por medio de expresiones verbales y no verbales. 
El objetivo de la entrevista clínica es la atención del paciente para solucionar un problema de salud. Para alcanzar este objetivo se debe crear una buena relación profesional sanitario-paciente donde el médico o el/la enfermero/a debe aplicar sus conocimientos técnicos y su humanidad, y el paciente su confianza.

## Entrevistador
Es importante la participación del entrevistador en el tipo, calidad y destino de la relación con el entrevistado, por lo que se debería tener cualidades o actitudes necesarias, como: "sentido de humor, habilidad y juicio intelectual superiores, originalidad y variedad de recursos" (Wolff, 1970).

## Etapas de la entrevista clínica
Son tres etapas:
- Etapa de contacto o rapport. Es para que el paciente se sienta más a gusto y seguro. Corresponde al inicio de la entrevista, es la apertura de la relación profesional terapeuta-paciente, donde la principal herramienta es el entendimiento.
- Etapa de desarrollo o cima. Llegar a donde queremos llegar pero que el paciente esté totalmente relajado. Donde se trata la problemática.
- Etapa de despedida o cierre. Crear un espacio de tiempo para resumir todo lo que ha sucedido en la entrevista, aclarar dudas o planificar futuras entrevistas. Donde vamos preparando al paciente para terminar sesión.